# Nécromantisme
Nécromantisme est un recueil de nouvelles pour adultes, du français Sire Cédric, publié en 1998.

## Composition
Le recueil est composé de quatre nouvelles :
- Nocturnes
- Hybrides
- Chérubins
- Stigmates